# 艾萊達
艾萊達(Rainui Aroita，1994年1月25日—)，大溪地足球員，師任中後衛，目前效力當地頂級聯賽球隊AS塔馬里。他於2013年首度入選大溪地國家隊，並在同年3月26日對新喀里多尼亞的2014年世界盃外圍賽中後備出場，這是他在國家隊的處子戰。同年，他還入洲際國家盃的參賽名單，但未有取得上陣機會。